# Rosanna Bonelli
Rosanna Bonelli (* 10. August 1934 in Siena), bekannt unter den Jockeynamen Diavola und Rompicollo, ist die erste und bisher einzige Frau der Neuzeit, die am Palio di Siena teilnahm.

## Herkunft
Rosanna Bonelli stammt aus dem vermögenden Sieneser Großbürgertum und ist die Tochter des italienischen Drehbuchautors und Librettisten Luigi Bonelli (1892–1954). Er schrieb das Libretto zur Operette Il Rompicollo (dt. Die Draufgängerin; uraufgeführt 1928 mit der Musik von Giuseppe Pietri, 1932 verfilmt unter dem Titel Palio von Alessandro Blasetti) über eine junge Frau, die am Palio teilnimmt und das Rennen für die Contrada della Selva gewinnt, der Contrada, der auch die Familie Bonelli angehörte. Inspiriert war Bonelli dabei von Virginia Tacci, die am 15. August 1581 im Alter von 14 Jahren für die Contrada del Drago tatsächlich als mutmaßlich erste und lange Zeit einzige Frau Jockey beim Palio war.
Rosanna Bonelli war in ihrer Jugend eine begabte Pianistin und Malerin, nahm allerdings auch bereits früh Reitunterricht, unter anderem in Florenz.

## Teilnahme am Palio
In den 1950er-Jahren beteiligte sie sich an verschiedenen Pferde-Hindernisrennen und -Shows. Als im Sommer 1956 in Siena der Film La ragazza del Palio (dt. Keine Schonzeit für Blondinen) mit Vittorio Gassman und Diana Dors gedreht wurde (Regie Luigi Zampa) und die Filmgesellschaft einen Palio inszenierte, mischte sie sich aus Neugier unter die Jockeys und Stuntmen. In einer Drehpause ließ sie der Jockey Fernando Leoni, genannt Ganascia, ein paar Runden um die Piazza del Campo reiten, da von den vier angeheuerten Reitern nur drei erschienen waren. Ein vierter soll betrunken gewesen sein. Bonelli verbarg ihre langen Haare unter dem Helm, damit sie niemand von der Filmcrew erkannte. Am Ende des Drehtages fiel sie dennoch auf und Regisseur Zampa verwarnte sie, da sie nicht versichert sei. Kurz darauf verletzte sich der Stuntman, der für die Hauptdarstellerin Diana Dors reiten sollte. Beeindruckt von Bonellis Ehrgeiz und Können, wurde sie von den Produzenten eingeladen, ersatzweise einzuspringen. Nachdem der Film im Januar 1957 in Italien angelaufen war, setzte Bonelli alles daran, bei einem echten Palio anzutreten, und wurde dabei von der Filmgesellschaft aus Werbegründen unterstützt. Ihr Onkel Umberto legte jedoch aus Angst um die Gesundheit seiner Nichte sein Veto ein und drängte alle anderen Contraden, Rosanna auf keinen Fall reiten zu lassen.
Dennoch gab ihr die Nobile Contrada dell’Aquila, die zuletzt am 2. Juli 1956 mit dem Jockey Francesco Cuttoni, genannt Mezz’etto, gewonnen hatte, im Rennen am 16. August 1957 eine Chance. Die Contrada hatte sich beim Sieg im Vorjahr finanziell ruiniert und erhielt von der Filmgesellschaft eine erhebliche Summe, damit sie Bonelli antreten ließ. Rosanna selbst musste unentgeltlich reiten und garantieren, keinerlei Bestechungsgelder anzunehmen. Aus Dankbarkeit trat sie zur Nobile Contrada dell’Aquila über. Offiziell trat Bonelli unter dem Spitznamen Diavola an, obwohl sie schon damals allgemein als Rompicollo bekannt war. Zwei von drei Probeläufen gewann Rosanna mit Percina, einem Pferd, das noch nie einen Palio gelaufen war. Im eigentlichen Rennen fiel sie beim Start auf den letzten Platz zurück, lieferte aber dem Jockey Giorgio Terni, genannt Vittorino del Nicchio, einen erbitterten Zweikampf. Im weiteren Verlauf behinderte sie ihren Konkurrenten Rosario Pecoraro, genannt Tristezza, erheblich, arbeitete sich auf Rang vier vor und fiel schließlich in der zweiten Kurve von San Martino aus dem Sattel, attackiert von Romano Corsini, genannt Romanino. Percina wurde beim Sturz leicht verletzt und konnte fortan an keinen Rennen mehr teilnehmen.
Nach dem Rennen wurde Rosanna von aufgebrachten Anhängern Pecoraros übel beschimpft und musste sich mit einem ihr überreichten Rosenstrauß sogar gegen Handgreiflichkeiten wehren. Rosario Pecoraro trug ihr die Behinderung noch Jahrzehnte nach und behauptete, er habe nur wegen Bonelli das Rennen verloren. Im September desselben Jahres wurde sie in der illustrierten Zeitung La Domenica de Corriere ausführlich gewürdigt.

## Spätere Jahre
2016, zum 60. Jahrestag ihrer Teilnahme am Palio, wurde sie von der Stadt Siena mit dem traditionsreichen Masgalano-Ehrenpreis ausgezeichnet (die Bezeichnung leitet sich vom spanischen mas galante, dt. sehr ehrenwert bzw. „sehr stilvoll“ ab). Die Trophäe hatte ihre Tochter Chiara Flamini angefertigt.
Rosanna Bonelli lebt seit den 1970er-Jahren mit ihren beiden Kindern Francesco und Chiara bei Siena in der Villa Astreo, die ihr sehr vermögender Großvater Alessandro Bonelli 1909 erbauen ließ, nachdem er sich aus der Landwirtschaft zurückgezogen hatte. Der ehemalige Sommersitz der Familie wird jetzt auch als Bed-and-Breakfast-Pension genutzt.